# Ataşehir
Ataşehir é um distrito de Istambul, na Turquia, situado na parte da anatólia da cidade. Conta com uma população de 351 046 habitantes (2008).